# Comunicat de Berlín
El Comunicat de Berlín va ser la declaració sorgida arran de la cimera de ministres d'educació, responsables del procés de convergència cap a l'Espai Europeu d'Ensenyament Superior, celebrada a Berlín (Alemanya) el 19 de setembre del 2003.